# Bigorra

Escudo de armas de Bigorra.

La Bigorra (en occitano gascón Bigòrra, en francés Bigorre) es un país tradicional del sudoeste de Francia. Es parte de Gascuña y en consecuencia, de Occitania, si bien como otros territorios de Occitania tiene particularidades propias en historia, cultura y folclore.

## Datos de tipo general

### Localización

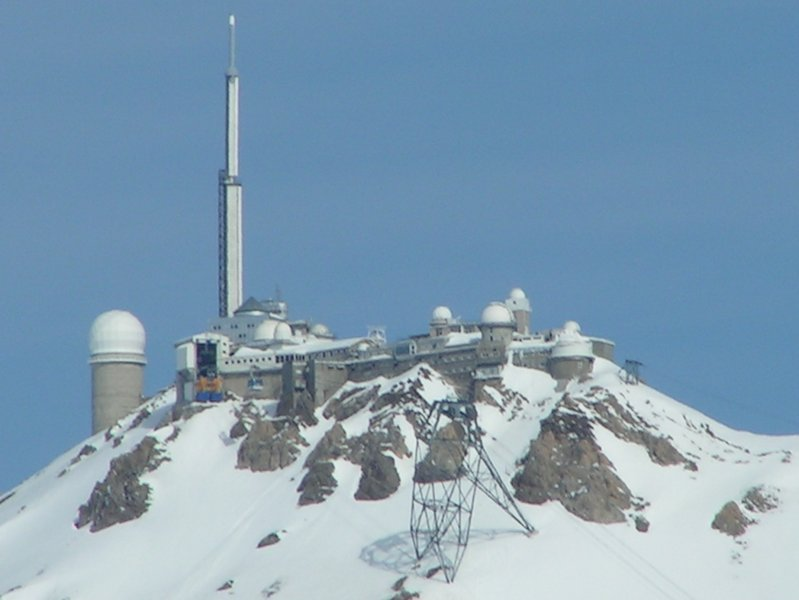
Pic du Midi de Bigorre.

Frecuentemente se suele asimilar la Bigorra con el actual departamento de Altos Pirineos, pero este no representa de hecho sino la mayor parte del oeste del territorio que puede considerarse que comprende la Bigorra, cuyas fronteras quedaron fijadas ya en época de Carlomagno, momento en el que se constituyó como un condado con dependencia feudal del Ducado de Gascuña.
Geográficamente, Bigorra se extiende por el norte hasta el eje de los cursos superiores de los ríos Gave de Pau y Adur, abarcando por el sur hasta la línea de las cumbres de los Pirineos (limitando, pues, con España), siendo así un territorio fuertemente marcado por la orografía montañosa, que culmina en los Pirineos en el pico de Viñamala, con 3.298 m de altitud.

### Principales centros urbanos

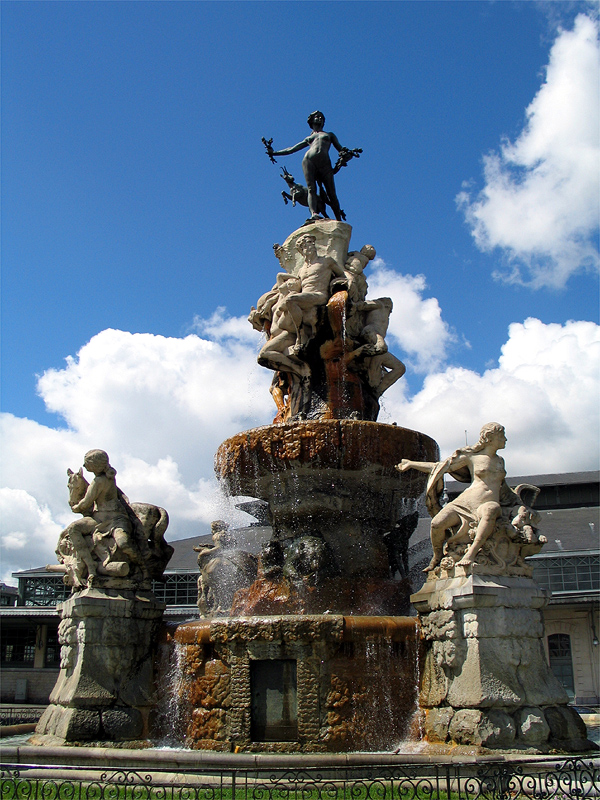
La fuente monumental de Quatre-Vallées (Los Cuatro Valles), en la place Marcadieu de Tarbes.

La ciudad principal, siendo además la capital histórica de Bigorra, es Tarbes, que ha reunido a su alrededor una aglomeración, conocida como Gran Tarbes, que incluye comunas secundarias como por ejemplo Ibos, Aureilhan, Orleix o Séméac.
Ampliamente conocida por sus vinculaciones marianas, se encuentra la ciudad de Lourdes, un destino de peregrinación religiosa católica de primera magnitud.
Bagnères-de-Bigorre y Argelès-Gazost son menos conocidas, aunque a su conocimiento coadyuva la existencia de sus casinos y establecimientos termales.
Todavía podríamos hablar de las comunas de Vic-en-Bigorre, Rabastens-de-Bigorre, Maubourguet, Lannemezan, Saint-Laurent-de-Neste, Arreau o Luz-Saint-Sauveur.

### Economía

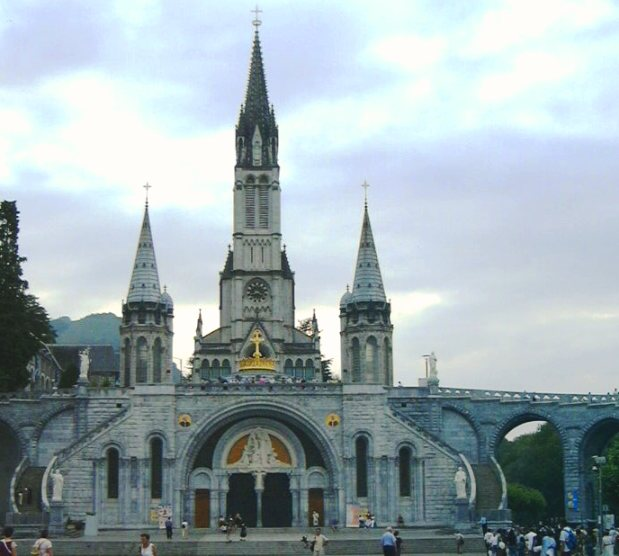
Santuario de Notre-Dame de Lourdes.

La Bigorra es un país esencialmente dedicado al cultivo de maíz y a la ganadería, lo que ha hecho que la producción alimenticia suponga una parte esencial en la actividad económica bigordana, que cuenta con varios productos de merecida fama, como por ejemplo las cebollas de Trébons o las judías blancas de Tarbes.
Territorio débilmente industrializado, Bigorra se ha dedicado esencialmente al material eléctrico o ferroviario, así como a la industria textil, aunque recientemente la región intenta atraer a la industria aeronáutica y electrónica. La actividad industrial está localizada en la zona de llanura, hacia Tarbes, y en los alrededores de Lourdes y Bagnères-de-Bigorre.
La actividad económica ligada al termalismo, sea en Bagnères-de-Bigorre, en Barèges o incluso en Cauterets, es ciertamente importante, y a la industria termal se une la existencia de numerosos casinos.
El turismo constituye actualmente la primera actividad económica de Bigorra; se encuentra ligado no sólo a la industria del termalismo, sino que incluye varios lugares destacados, como Lourdes, centro de peregrinaciones que acoge a peregrinos llegados de varios países, como las estaciones de esquí en las estribaciones pirenaicas, al estilo de la estación del Tourmalet, o incluso el turismo relacionado con lugares más específicos como el circo glaciar de Gavarnie, conocido internacionalmente, o el observatorio emplazado en el Pic du Midi de Bigorre.

## Historia

### Una etimología que se remonta a la Antigüedad
Bigorra debe su nombre al pueblo prerromano aquitano-proto-vasco de los bigerriones, Bigerri o Bigerrones. Su nombre significa algo así como dos veces fuerte, bi de dos y gor lo que en vasco es fuerza, más el gentilicio de pertenencia rra. A este pueblo pertenecían diversos subgrupos de las zonas de montaña, como los Tornates, los Campones, los Onosubates o los Crebennos. Los bigerriones fueron uno de los pueblos aquitanos sometidos al poder de Roma por Marco Licinio Craso, lugarteniente de Julio César. Su capital, Bigarra, podría ser el actual pueblo de Cieutat, que se encuentra a 15 km de Bagnères-de-Bigorre. 
Se han conservado huellas en la onomástica derivadas de las campañas militares romanas. Así, por ejemplo, el nombre de Juillan derivaría del de Campus Julianus, por un lugarteniente de las legiones romanas de Julio César. La pista de César se ha encontrado igualmente cerca de Pouzac, en el llamado Campo de César.
Una vez convertidos en amos y señores del territorio, los romanos se dedicaron a la exploración y explotación económica de los valles que lo conforman, obteniendo rentabilidad económica de las aguas minerales que abundan en los valles.
También se encuentran restos de las vías romanas, como en la landa de Capvern, donde el camino se denomina hoy en día como Césarée (Cesárea), en Estelou-de-Vieille o una legua al norte de Lourdes, cerca de una alquería denominada Strata que ocupa el emplazamiento de una antigua villa romana.

### El condado de Bigorra

Mapa de Francia en 1477, con indicación de los dominios de la Casa de Foix, señores de Bigorra en dicha fecha.

Al dominio romano le sucede el de los visigodos, que retrocedieron hacia la vertiente sur de los Pirineos tras ser derrotados en la batalla de Vouillé, y posteriormente llegó el dominio de los francos.
El condado de Bigorra quedó constituido a principios del siglo IX por el duque de Gascuña Lope Céntulo para ser cedido a su hijo Donato Lope (fallecido hacia 820), el cual contrajo matrimonio con una princesa de Aquitania, Faquilène, la que sin duda le aportó como dote la mayor parte de sus tierras.
El condado de Bigorra, cuya capital es la ciudad de Tarbes, tenía en ese momento una extensión considerable, pero su superficie se vio notablemente reducida debido a las generosidades del conde Lope Donato (fallecido alrededor de 910), que cedió a su hijo menor el vizcondado de Lavedan, y posteriormente por las liberalidades de su hijo el conde Donato II Lope (fallecido hacia el año 930), que constituyó para sus hijos el condado de Aure, el vizcondado de Aster y el señorío de Montaner.
El condado de Bigorra que quedaba pasó al hijo mayor, Ramón Dat (que falleció aproximadamente en el 947). Bernardo I de Cominges, conde de Couserans y de Foix inició la dinastía Cominges-Carcasonesa de Bigorra por matrimonio con la condesa Garsenda de Bigorre, pasando sucesivamente en el siglo XI a la casa de los condes de Couserans-Foix y a continuación a la de los vizcondes de Bearn; en el siglo XII a la de los vizcondes de Marsan; en 1170 Céntulo III se declaró vasallo de Alfonso II de Aragón, que le concedió a cambio en 1175 el título de Conde de Pallars Subirá y Conde de Ribagorza, recibiendo la tenencia del Valle de Arán; y de nuevo a la de los condes de Cominges; y en el siglo XIII a la de los condes de Montfort-l'Amaury.
La idea de unir los Estados de Bigorra con la dinastía aragonesa llevó al rey de Aragón a casar en 1215 a Nuño Sánchez de Aragón con Petronila de Cominges, condesa de Bigorra, vizcondesa de Marsán y señora de Zaragoza y Uncastillo, hija de Bernardo IV, conde de Cominges, de Bigorra y de Astarac, señor de Muret y Samatán..., y de Beatriz de Bigorra, condesa de Bigorra y vizcondesa de Marsán. Este matrimonio fue anulado por el papa Honorio III al año siguiente para que la princesa Petronila se pudiera casar con Guido de Montfort.
El condado de Bigorre fue entonces objeto de una querella sucesoria, ya que Petronila de Cominges, que era la heredera, por parte de madre, del condado, había estado casada con Guy de Montfort, hijo de Simón IV de Montfort, conde de Leicester. Este pretendía la herencia de su hermano Guy, al haberle confiado Petronila la custodia de la Bigorra durante la minoría de edad de su nieto Esquivaut. Así, la casa de Montfort quedó dividida a la muerte de Petronila entre los partidarios de Esquivaut y los del rey de Navarra Teobaldo II.
Esquivaut fue el vencedor, provisionalmente, de la querella, pero a su muerte en 1283, el rey de Inglaterra recuperó el condado, del que era en realidad el soberano. La hermana de Esquivaut, Lorea, casada con Ramón VI de Turena, inició un pleito cuyo resultado más destacado fue que el rey de Francia secuestrara el condado para atribuírselo a su esposa, la reina Juana I de Navarra, heredera de Teobaldo II. Juana cedió la Bigorra a su tercer hijo, el futuro Carlos IV de Francia, el cual la unió al dominio real tras su coronación en 1322.
Entregada por un tiempo al conde de Armañac Juan I, la Bigorra fue cedida finalmente por el rey de Francia a Eduardo III de Inglaterra según las cláusulas del tratado de Brétigny. 
Francia volvió a ocupar el condado en época de Carlos V de Francia, entre 1369 y 1373. Siendo un territorio deseado tanto por los condes de Foix como por los de Armañac, el condado quedó definitivamente unido al condado de Foix en 1425, ya que Juan II de Armañac había intercambiado con el rey sus derechos a la Bigorra a cambio de recibir el Rouergue.

### De la Bigorra a los Hautes-Pyrénées
Bajo el Antiguo Régimen, la Bigorra disponía de unos Estados (o Parlamento) propios para su territorio.
El 4 de enero de 1790, la Asamblea Constituyente del régimen emanado de la Revolución francesa creó los departamentos, que pasaron a sustituir a las antiguas provincias. Como consecuencia de la medida se creó un departamento que inicialmente tomó el nombre de Bigorre (Bigorra) pero que pasó posteriormente a ser denominado como Hautes-Pyrénées (Altos Pirineos). El diputado en la Convención, y natural de Tarbes, Bertrand Barère de Vieuzac, había sido quien más se había distinguido en la génesis del nuevo departamento: 
«Si este país, la Bigorra, es demasiado pequeño como para formar un departamento, conviene agrandarlo. Pero sería muy inicuo no hacer de él sino unos distritos que dependiesen de una ciudad extranjera; hacer de Tarbes un miserable centro de cabecera de distrito sería un asesinato político.»
Puede constatarse la extraña geografía de este departamento, que posee dos pequeños enclaves en el interior del departamento vecino, Pyrénées-Atlantiques. Se trata de la supervivencia de una manifestación medieval, ya que, a finales del siglo XI, Gaston IV el Cruzado, vizconde de Bearne, contrajo matrimonio con Talesa de Aragón, vizcondesa del Montanerés, un pequeño territorio emplazado entre el Béarn y la Bigorra. El Montanerés quedó en poder de Béarn, pero Talesa guardó para sí cinco parroquias, que son las que constituyen actualmente los dos enclaves dentro del departamento de Pyrénées-Atlantiques.

## ¿Una especificidad bigordana?

### El escudo de armas
El origen del escudo de armas de oro, con dos leones manchados (como la piel del leopardo) de gules, armados y lampasados en azur, pasantes uno sobre el otro sigue siendo misterioso. Como máximo, puede constatarse que es idéntico al de la ciudad de Chabanais. Ello se debería a un error de interpretación de un documento. Hacia el año 1621, Pierre de Marca localizó dicho escudo en un codicilo de Petronila, condesa de Bigorra, fechado en 1239. Al parecer habría confundido las armas de Petronila de Bigorra con las de quien era su esposo por esas fechas, Bozon de Mathan, señor de Chabanais, con lo que las armas propias de los Chabanais habrían pasado de este modo a ser confundidas con las de Bigorra.

### El hábitat tradicional
En Bigorra, al igual que en el Béarn, el hábitat tradicional debe ser de entrada ubicado en un contexto de multicultivos cerealistas y de ganadería. Si en las llanuras el hábitat se agrupa en pueblos, en las zonas altas se encuentra más disperso.
El núcleo por excelencia de la explotación agrícola rural es la granja con un patio cerrado. Dicha granja comprende una vivienda u oustaü caracterizada por su planta rectangular en uno o dos niveles, con muros de cantos rodados, un tejado inclinado con vertiente a dos aguas y a con dos levantes. Su fachada, frecuentemente adornada con encuadres de piedra, se orienta hacia el sol, sea hacia el sudeste sea hacia el este, según el caso, y de dispone perpendicularmente a la calle. Cae hacia un patio cerrado (es decir, vallado) o parquié, haciéndose la entrada a dicho patio por medio de un monumental portal o pourtaü. En torno de dicho patio aparecen los diferentes edificios de tipo auxiliar: granja, establo, gallinero, porches…
Las casas pertenecientes a las familias más acomodadas, evidentemente en relación con el crecimiento de la economía rural, se adaptan al modelo de tipo burgués o urbano de los siglos XVIII y XIX, y presentan fachadas en dos niveles ordenadas simétricamente, con ornamentos en piedras de muy buena calidad, un tejado de tipo monumental horadada con tragaluces y cubierta con tejas o lajas de pizarra. Un balcón de honor puede levantarse sobre la puerta de entrada a la vivienda.
A un nivel social inferior, podemos encontrar una vivienda que no dispone más que de una zona de vivienda en planta baja, justo debajo del granero. Los dormitorios se distribuyen en hilera con acceso desde la sala común.
En los altos valles pirenaicos, en los que predomina la vida de tipo pastoril, el hábitat se agrupa en pueblos y la granja con patio cerrado tiende a desaparecer, con la excepción del valle de Lavedan, donde en las aldeas la casa del alcalde o bailío (eth bayle) aparece fortificada y protegida por un portal-fuerte (hortau). Los tipos de viviendas de las zonas bajas aparecen en concurrencia con las casas de montaña, con planta rectangular, en las que se asocian bajo el mismo techo los locales destinados a vivienda y los dedicados a la explotación. Hay que destacar la existencia de balconadas que ocupan toda la longitud de la fachada, para el caso de las viviendas en las que la zona de habitación aparece en el primer piso y no en la planta baja.
Todavía pueden contemplarse hoy en día los tejados de cañas en el valle de Campan. 
En los pastos de estiaje de los altos valles de Bigorra, los pastores construían cabañas de piedra seca, "capane", con planta rectangular. Ubicadas en el centro de un sector cercado por muros también de piedra seca, zona en la que dormían los corderos, llamado "coueila" o  "cuyala", hoy en día se encuentran en ruinas debido a que ya no siguen en uso.
En las ciudades más importantes, como es el caso especialmente de Tarbes y más aún de Lourdes, aparecen influencias vascas, de tipo ecléctico o, por supuesto, mucho más modernas.

### Cultura y folclore
Numerosas canciones de tipo popular y muy características acompañan las festividades en Bigorra, como por ejemplo "Montagnes Pyrénées" o "Aqueras Mountanhas". Igualmente hay que destacar que, más allá de la estricta práctica y uso de la lengua occitana, sigue estando presente en nombres de calles, de grupos folclóricos o artísticos. Volviendo a enfundarse en los trajes tradicionales, pantalones cadis, boina negra, cofias..., tocando los instrumentos musicales preferidos localmente, como acordeón diatónico, flauta de tres agujeros, tambor de cuerdas, gaita de las Landas..., son los herederos de una antigüedad remozada y puesta al día. Cantos y danzas tradicionales reaparecen de nuevo con ocasión de festividades o iniciativas locales. Las Pastourelles de Campan o la Adouréenne son sólo unos simples ejemplos de ese folclore que sigue hoy en día en pleno vigor.